# 江达县
江达县（藏語：འཇོ་མདའ་རྫོང，威利转写：'jo mda rdzong，藏语拼音：Jomda Zong）是中華人民共和國西藏自治區昌都市東北部的一個縣。該縣為1959年由江達宗和鄧柯宗合併而成立。盛產銅礦。交通有川藏公路經過。縣人民政府駐江达镇。

## 交通
- 317国道横穿全县境143公里，联接着岗托、同普、江达、卡贡、青泥洞5个乡镇所在地。
- 县道1条，14公里；乡道7条，共418公里。

## 人口
根據第七次人口普查數據，截至2020年11月1日零時，江達縣常住人口為92800人。

## 行政区划
江达县下辖2个镇、11个乡：
江达镇、岗托镇、卡贡乡、岩比乡、邓柯乡、生达乡、娘西乡、字呷乡、青泥洞乡、汪布顶乡、德登乡、同普乡和波罗乡。